# Ozodicera (Ozodicera) corrientesana
Ozodicera (Ozodicera) corrientesana is een tweevleugelige uit de familie langpootmuggen (Tipulidae). De soort komt voor in het Neotropisch gebied.